# Emil Julius von Tresckow
Emil Julius von Tresckow (auch: Tresckow II, * 21. Mai 1810 in Potsdam; † 18. Juli 1905 in Quedlinburg) war ein preußischer Generalleutnant und zuletzt Kommandeur der 18. Kavallerie-Brigade.

## Leben

### Herkunft
Er stammt aus dem Adelsgeschlecht Tresckow und war ein Sohn des preußischen Oberstleutnants a. D. Karl August von Tresckow (* 27. August 1779 in Neuermark; † 18. Oktober 1845 in Minden) und dessen Ehefrau Wilhelmine Charlotte Amalie, geborene Gräfin Henckel von Donnersmarck, geschiedene von Gansauge (* 5. März 1777 in Groß-Salze; † 22. Dezember 1847 in Burg). Sein Bruder Alexander Bernhard (1805–1878) wurde preußischer Generalleutnant, sein Bruder Hans Ludwig Udo von Tresckow General der Infanterie.

### Werdegang
Er ging am 11. Juni 1825 als Kürassier in das 7. Kürassier-Regiment. Von 1825 bis 1828  war er dann zur Ausbildung an die Divisionsschule in Magdeburg abkommandiert. In der Zeit wurde er am 14. Dezember 1827 zum Portepeefähnrich ernannt. Nach seiner Rückkehr wurde er am 14. März 1829 zum überzahligen Seconde-Lieutenant ernannt und als solcher am 13. November 1830 einrangiert. Am 1. März 1844 wurde er in das 26. Landwehr-Regiment versetzt, wo er Eskadronsführer in das I. Bataillon nach Stendal versetzt, dort wurde er am 23. Juli 1846 zum Premier-Lieutenant befördert. Er kehrte 1848 in das 7. Kürassier-Regiment zurück, wo er am 13. April 1850 zum Rittmeister und Eskadronchefs ernannt wurde. Am 9. März 1858 zum Major befördert, kam er am 27. März 1858 als etatsmäßiger Stabsoffizier in das 4. Ulanen-Regiment. Während der Mobilmachung von 1859 wurde er am 14. Juni 1859 als Kommandeur in das 4. Landwehr-Ulanen-Regiment versetzt, am 19. November 1859 wurde er von dieser Stellung wieder entbunden. Am 12. Mai 1860 wurde er dann als Kommandeur in das 1. Ulanen-Regiment versetzt. Dort wurde er am 18. Oktober 1861 zum Oberstleutnant befördert, Chef des Regiments war das russische Thronfolger.  Anschließend wurde er am 22. März 1863 mit dem Roten Adlerorden 3. Klasse mit Schleife, am 19. März 1864 mit dem russischen St. Stanislaus-Orden 2. Klasse mit Krone und am 18. Juni 1864 auch den russischen St. Annen-Orden 2. Klasse. Er wurde am 18. Juni 1865 zum Oberst befördert. Als der russische Thronfolger starb, wurde Tresckow zu dessen Beisetzung geschickt, dafür erhielt er am 10. Juli die Brillanten zum St.-Annen-Orden.
Während des Deutschen Krieges im Jahr 1866 wurde er im Gefecht bei Nachod verwundet, am 20. September 1866 erhielt er für das Gefecht den Pour le Mérite. Am 27. Oktober 1866 bekam er den Auftrag, den Kronprinzen zu Hochzeitsfeierlichkeiten nach St. Petersburg zu begleiten. Kurz danach wurde er am 30. Oktober 1866 zum Kommandeur der 2. Kavallerie-Brigade ernannt. Von russischer Seite erhielt er am 25. November 1866 den St.-Wladimir-Orden 3. Klasse.
Nach seiner Rückkehr wurde er am 23. Juli 1868 zum Generalmajor mit Patent zum 3. Juli 1868 befördert und am 18. November 1868 als Kommandeur in die 18. Kavallerie-Brigade versetzt. Bei der Mobilmachung zum Deutsch-Französischen Krieg wurde er am 18. Juli 1870 zunächst dem Stab der 4. Kavallerie-Division zugeteilt. Am 20. September 1870 wurde er dann zum Kommandeur der 4. Reserve-Kavalleriebrigade – bestehend aus dem 1. und 3. Reserve-Ulanenregiment – ernannt. Er kämpfte bei Weißenburg, Wörth und Sedan, wo er sich das Eiserne Kreuz 2. Klasse erwarb. Ferner kämpfte er bei den Belagerungen von Neu-Breisach und Belfort sowie den Gefechten bei Pontarlier und Villersexel, wofür er das Eiserne Kreuz 1. Klasse erhielt. Am 4. April 1871 wurde er zu den Offizieren der Armee versetzt, am 23. Mai 1871 wurde er Kommandeur der 18. Kavallerie-Brigade.
Er erhielt am 18. Januar 1873 den Roten Adlerorden 2. Klasse mit Eichenlaub, am 12. April 1874 bekam er den Charakter als Generalleutnant, dazu er wurde mit Pension verabschiedet. Am 26. Juli 1873 wurde er dann mit Pension zur Disposition gestellt. Er starb am 18. Juli 1905 in Quedlinburg.

### Familie
Tresckow heiratete am 1. Mai 1835 in Quedlinburg Albertine Friederike Luise Schaum (* 14. Juli 1815; † 2. Mai 1837), eine Tochter des Ratsmannes Johann Friedrich Schaum. Sein Sohn Louis Emil (* 26. Februar 1837; † 24. Juli 1899) wurde Dr. med. und Knappschaftsarzt und heiratete 1878 Emilie Rau (* 3. April 1843; † 1889).
Am 20. Februar 1839 Marie Kettler († 22. August 1841). Das Paar hatte einen Sohn:
- Emil Maria Hans (* 3. April 1840; † 30. Mai 1911), preußischer Generalmajor

⚭ 8. Oktober 1869 Johanna Meyer (* 8. Januar 1851; † 16. Dezember 1871)
⚭ 2. Juni 1876 Marie Meyer (* 13. Mai 1847; † 3. März 1932), Schwester der ersten Gemahlin
Nach dem frühen Tod seiner zweiten Frau heiratete er am 15. August 1844 in Fürstenberg die Gräfin Armgard Juliane von der Schulenburg (* 24. April 1815; † 12. November 1902), eine Tochter des Grafen Achatz von der Schulenburg-Hornhausen, ihre Schwester Bernhardine war mit dem Generalmajor Wilhelm von Schuckmann verheiratet. Das Paar hatte folgende Kinder:
- Emilie Adelheid Olga (* 15. Juni 1845; † 28. Juni 1890)
- Emil Adalbert Günther (* 8. März 1859; † 5. November 1935), Amtsrichter

⚭ 30. Mai 1894 Franziska Marie Pauline Olga von Schmude (* 14. Januar 1864; † 26. Oktober 1923)
⚭ 6. November 1924 Kaethe Lehmann (* 30. Juli 1895; † 11. Juli 1959)